# Picromerus nigridens
Picromerus nigridens ist eine Wanzenart aus der Unterfamilie Asopinae, die zur Familie der Baumwanzen (Pentatomidae) gehört.   

## Merkmale
Die mittelgroßen bräunlich gefärbten Wanzen werden etwa 12 Millimeter lang. Der Halsschild läuft an den Seiten spitz zusammen. Die Spitzen sind schwarz gefärbt. Der Stirnkeil (Tylus) wird nicht von den Wangen umschlossen. Die Fühler sind rötlich mit Ausnahme des apikalen Teils des dritten, vierten und fünften Gliedes, das jeweils schwarz gefärbt ist. Das Schildchen (Scutellum) weist an der Basis keine hellen Schwielen auf (im Gegensatz zu Picromerus conformis).

## Verbreitung
Die Art kommt im Mittelmeerraum vor. Ihr Verbreitungsgebiet reicht von der Iberischen Halbinsel (Portugal und Spanien), über Südfrankreich, Italien, Albanien, Griechenland (einschließlich Kreta), Kleinasien bis in den Transkaukasus.

## Lebensweise
Die Wanzen ernähren sich räuberisch von verschiedenen Gliederfüßern wie beispielsweise Schmetterlingsraupen oder Käferlarven, deren Körpersaft sie mit Hilfe ihres Stechrüssels aussaugen.

## Systematik
Aus der Literatur sind folgende Synonyme bekannt:
- Cimex nigridens Fabricius, 1803

## Etymologie
Die Artbezeichnung nigridens leitet sich aus dem Lateinischen ab: niger = „schwarz“ und dens = „Zahn“. 